# 22134 Kirian
22134 Kirian este un asteroid din centura principală de asteroizi.

## Descriere
22134 Kirian este un asteroid din centura principală de asteroizi. A fost descoperit pe 25 octombrie 2000 la Socorro, New Mexico, în cadrul proiectului LINEAR. Asteroidul prezintă o orbită caracterizată de o semiaxă mare de 3,13 ua, o excentricitate de 0,19 și o înclinație de 1,3° în raport cu ecliptica.